# IFK Göteborg (damer)
Idrottsföreningen Kamraterna Göteborg (officiellt IFK Göteborg Fotboll), lokalt ofta bara IFK Göteborg, IFK och Kamraterna, är ett svenskt damfotbollslag baserat i Göteborg. Laget grundades 2019 som en del av fotbollsklubben IFK Göteborg och spelar i Division 1 Södra, den tredje nivån i damfotbollen i Sverige. IFK är anslutet till Göteborgs Fotbollförbund och spelar sina hemmamatcher på Valhalla IP. Klubbens färger är blått och vitt, färger som delas både med idrottsföreningen som klubben har sitt ursprung i, Idrottsföreningen Kamraterna, och med Göteborgs stadsvapen.

## Historik
IFK Göteborg startade ett damlag i slutet av 1910-talet och den första dammatchen i Göteborg spelades mellan IFK Göteborg och ett kombinationslag 1918, även om det var mer en oseriös uppvisningsmatch. Planer på att gå samman med Jitex BK för att etablera ett damlag sattes igång på 1970-talet, men blev aldrig av. Aktiviteter och lag för flickor lades äntligen till programmet IFK Göteborg Academy 2007, och vid en extra bolagsstämma 2019, röstade klubbmedlemmar för att skapa ett seniorlag för kvinnor, som administrativt förblir en del av akademin.
Laget startade säsongen 2020 på den lägsta nivån av seriepyramiden med en långsiktig ambition att nå högsta ligan, Damallsvenskan, inom sju år, ett tidigare samarbete med seniorlaget i Kopparbergs/Göteborg FC avslutades från och med detta. Truppen bestod huvudsakligen av spelare från U15-laget 2019. Den extra bolagsstämman beslutade också att laget skulle skapa en egen organisation inom organisationen IFK Göteborg allians senast den 1 januari 2022.
Lagets första tävlingsmatch spelades den 24 juni 2020 mot Ösets BK där de vann 6–0.   Eftersom de flesta spelarna var relativt unga, tävlade laget även i en ungdomsliga, såväl som i de nationella mästerskapen under 17 år. Det omedelbara målet för 2020 var att avancera till Division 3, ett mål laget lyckades möta genom att sluta tvåa i ligan och ta en uppflyttningsplats. Inga större förändringar i truppen planerades för säsongen 2021, och det ursprungliga beslutet att splittra damlaget från organisationen till 2022 upphävdes genom ett motbeslut som fattades vid årsstämman 2021.
Säsongen 2021 i division 3 visade sig inte vara någon större utmaning då laget ångade genom ligan med en målskillnad på 66–4, men uppflyttningsslutspelet mot lokalrivalerna Örgryte IS var mer dramatisk. Den första matchen slutade oavgjort 4–4 när IFK gjorde tre sena mål för att kvittera, och hemma i den andra matchen hamnade IFK Göteborg i 1–3 underläge cirka 10 minuter in i andra halvlek. Men laget lyckades reducera och kvittera och gjorde det avgörande – på grund av att bortamålsregeln användes – tredje målet i den 86:e minuten, vilket säkrade uppflyttning till Division 2  för säsongen 2022.

## Arena
Lagets hemmaplan var ursprungligen Prioritet Serneke Arena, ett multisportkomplex i stadsdelen Kviberg som inkluderar en komplett -storlek inomhusfotbollsplan med en publikkapacitet på cirka 3 000. Planeringen för säsongen 2021 inkluderade att flytta till utomhusarenan Valhalla IP, och hemmamatchen i uppflyttningsslutspelet i slutet av säsongen spelades på Valhalla IP inför en rekordpublik på 2 027. Det officiella bytet till Valhalla som hemmaplan kom inte förrän i början av säsongen 2022.